# Melissa Pasquali
Melissa Pasquali (Firenze, 7 settembre 1972) è una nuotatrice italiana.

## Carriera
Specializzata nelle lunghe distanze dello stile libero in vasca, ha avuto una carriera discreta vincendo un titolo italiano negli 800 m e venendo convocata per tre volte alle Universiadi, e finalmente ai giochi del mediterraneo dei 2001 dove ha vinto la medaglia di bronzo negli 800 m.
Si è dedicata anche alle gare di fondo e nelle acque libere ha ottenuto il suo miglior risultato assoluto, vincendo l'argento ai campionati del mondo del 2000 di Honolulu; in tredici anni di carriera in nazionale vanta sei partecipazioni ai campionati mondiali e quattro agli europei nelle gare di fondo.

## Palmarès
| Campionati del mondo           | 5 km individuale  | 10 km individuale   |
| 1998 Perth Australia           | 8ª 1h 01'11"      | ---                 |
| 2001 Fukuoka Giappone          | ---               | ritirata            |
| 2003 Barcellona Spagna         | 9ª 57'10"4        | 17ª 2h 06'41"2      |
| 2005 Montréal Canada           | ---               | 16ª 1h 57'33"2      |
| Mondiali in acque libere       | 5 km individuale  | 10 km individuale   |
| 2000 Honolulu Stati Uniti      | ---               | Argento 2h 07'38"85 |
| 2004 Dubai Emirati Arabi Uniti | 13ª 1h 05'24"6    | ---                 |
| Campionati europei             | 5 km individuale' | 10 km individuale   |
| 1999 Istanbul Turchia          | 4º 1h 02'01"0     | ---                 |
| 2000 Helsinki Finlandia        | 5ª 1h 00'44"0     | ---                 |
| 2002 Berlino Germania          | 17ª 1h 03'29"7    | ---                 |
| 2004 Madrid Spagna             | 4ª 59'19"3        | ---                 |
| Universiadi                    | 800 m st. libero  | 1500 m st. libero   |
| 1993 Buffalo Stati Uniti       | 6ª 9'01"82        | 7ª 17'40"27         |
| 1995 Fukuoka Giappone          | 7ª 8'55"93        | 6ª 17'06"29         |
| 1997 Messina Italia            | 9ª 9'01"20        | 5ª 17'01"44         |
| Giochi del Mediterraneo        | 800 m st. libero  | 1500 m st. libero   |
| 2001 Tunisi Tunisia            | Bronzo 8'53"02    | ---                 |

### Campionati italiani
3 titoli individuali, così ripartiti:
- 1 nei 1500 m stile libero
- 1 nei 5000 m stile libero
- 1 nei 5 km di fondo

sono indicati solo i podi dal 1998
| Anno | Edizione    | st.libero 400 m | st.libero 800 m | st.libero 1500 m | st.libero 5000 m |
| ---- | ----------- | --------------- | --------------- | ---------------- | ---------------- |
| 1998 | Primaverili | 3               | 3               | nd               | -                |
| 1998 | Invernali   | 3               | 2               | nd               | -                |
| 1999 | Primaverili | -               | 2               | nd               | 1                |
| 2000 | Primaverili | -               | 3               | nd               | 2                |
| 2000 | Estivi      | -               | 3               | nd               | -                |
| 2001 | Primaverili | -               | 2               | 2                | -                |
| 2001 | Estivi      | -               | 1               | -                | -                |
| 2001 | Invernali   | -               | 2               | nd               | -                |
| 2002 | Primaverili | -               | 3               | -                | -                |
| 2002 | Estivi      | -               | 3               | -                | -                |
| 2003 | Primaverili | -               | -               | 3                | -                |
| 2003 | Estivi      | -               | -               | 3                | -                |
| 2004 | Primaverili | -               | -               | -                | 2                |

- nd = non disputati

edizioni in acque libere
questa tabella è incompleta
| Anno | Edizione | fondo 5 km |
| ---- | -------- | ---------- |
| 2004 | Fondo    | 1          |